# Colículo inferior
El colículo inferior ([TA]: inferior colliculi, del Latín, colinas inferiores) forma, junto con los colículos superiores, unas eminencias conocidas como los cuerpos o tubérculos cuadrigéminos, y forman parte de la región tectal del mesencéfalo. El colículo inferior se sitúa caudalmente con respecto a los superiores, sobre el nervio troclear y la base de la proyección del núcleo geniculado medial y el núcleo geniculado lateral.
El colículo inferior es el principal núcleo del mesencéfalo en la ruta auditiva y recibe aferencias de varios núcleos periféricos del tronco encefálico en la ruta auditiva, así como aferencias del córtex auditivo. El colículo inferior tiene cuatro subnúcleos: el central, el más extenso, el dorsal, el lateral y el dorsomedial.

## Galería

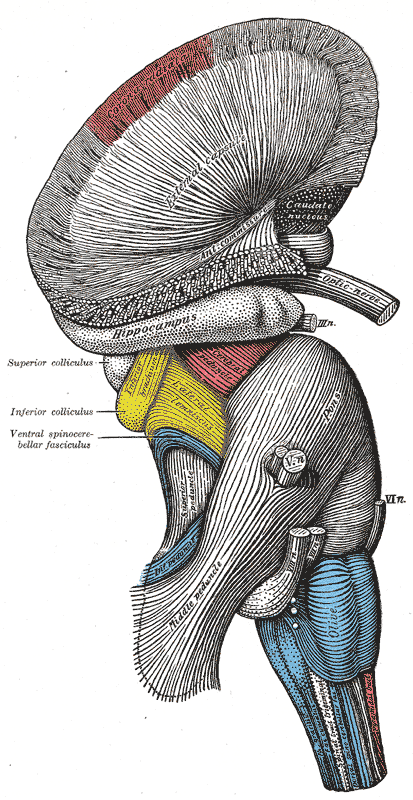
Disección superficial del tronco encefálico. Vista lateral.
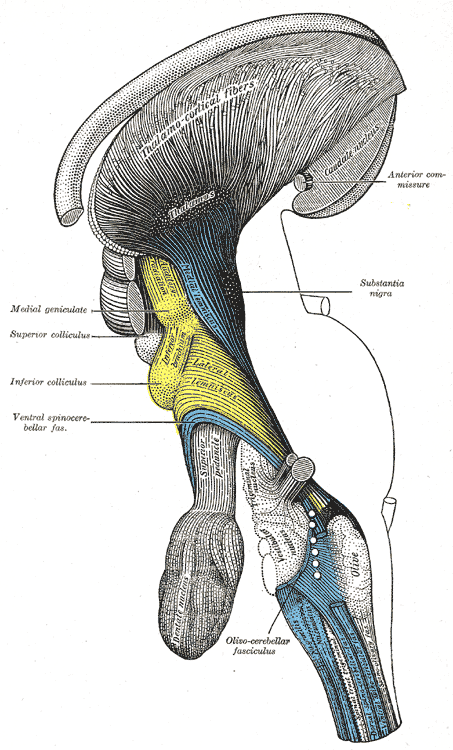
Disección profunda del tallo cerebral. Vista lateral.
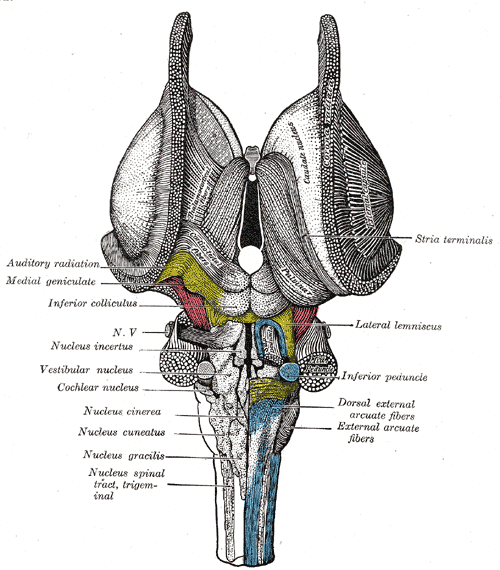
Disección del tallo cerebral. Vista dorsal.
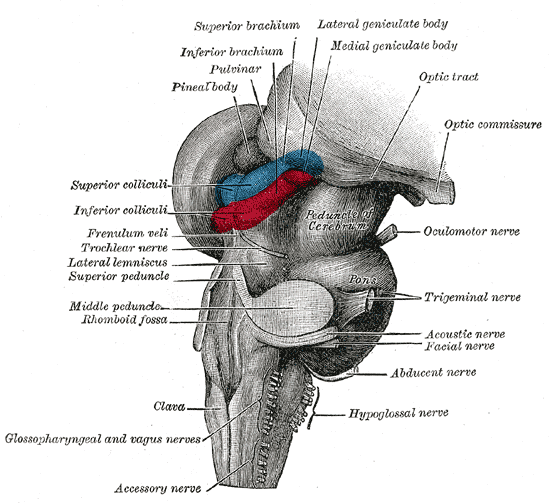
Prosencéfalo y mesencéfalo. Vistas laterales.
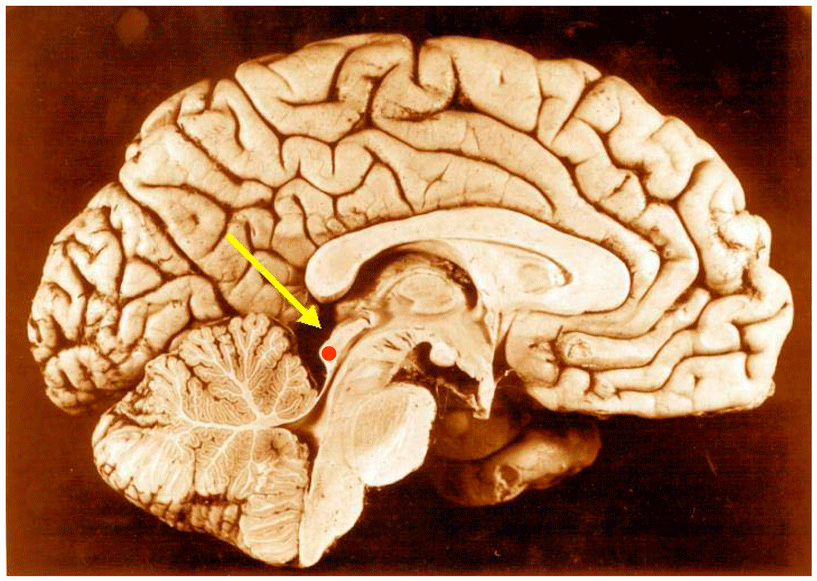
El colículo inferior (punto rojo) en un cerebro humano que se ha cortado por la mitad para mostrar algunas de las áreas subcorticales.